# Xã Fabius, Quận Davis, Iowa
Xã Fabius (tiếng Anh: Fabius Township) là một xã thuộc quận Davis, tiểu bang Iowa, Hoa Kỳ. Năm 2010, dân số của xã này là 171 người.